# Ranipokhari Corner Team
El Ranipokhari Corner Team es un equipo de fútbol de Nepal que milita en la Liga de Fútbol de Nepal, la liga de fútbol más importante del país.

## Historia
Fue fundado en el año 1932 en la ciudad de Ranipokhari, aunque juega en la capital Katmandú y su nombre se debe a que se encuentra en la esquina del estanque de Ranipokhari. Es uno de los equipos más viejos y exitosos de Nepal, acumulando 6 títulos de Liga y 2 títulos de Copa.
A nivel internacional ha participado en 1 torneo continental, en la Copa de Clubes de Asia, en la que fue eliminado en la Ronda Clasificatoria por el Mohammedan SC de Bangladés y el Salgaocar SC de la India.

## Palmarés
- Nepal A- Division League: 6

1971/72, 1972/73, 1973/74, 1979, 1982, 1984
- Gold Cup: 1

1998
- Copa Dorada Budha Subba: 1

2010

## Participación en competiciones de la AFC
- Copa de Clubes de Asia: 1 aparición

1991 - Ronda Clasificatoria